# Oro Win jezik
Oro Win jezik (ISO 639-3: orw), jezik Oro Win Indijanaca s izvora rijeke 	Pacaas-Novos duž brazilsko-bolivijske granice u Brazilu. Od 55 etničkih Oro Wina (1998), bilo je svega 5 govornika (1996 SIL). 
Srodan je jezicima tora [trz], itene ili more [ite] i pakaasnovos [pav] s kojima pripada madeirskoj (wari, južnočapakuranskoj) podskupini porodice chapacuran. U upotrebi je i pakaasnovos.

## Vanjske poveznice
- Ethnologue (14th)
- Ethnologue (15th)
- The Orowari Language